# Pavel Složil
Pavel Složil (* 29. Dezember 1955 in Opava) ist ein ehemaliger tschechoslowakischer Tennisspieler.

## Karriere
Pavel Složil errang einige Erfolge im Einzel, darunter zwei Turniersiege in Nancy und Kitzbühel. In der Weltrangliste war Platz 35 im November 1984 seine beste Position. Im Doppel war er weitaus erfolgreicher, wo er in seiner Karriere insgesamt 32 Titel sammeln konnte und in 29 weiteren Finals stand. Im Februar 1985 wurde er aufgrund dieser Erfolge auf Rang vier in der Doppel-Weltrangliste notiert. Bei den French Open 1984 erreichte er das Finale der Doppelkonkurrenz, welches er und sein Partner Tomáš Šmíd in fünf Sätzen gegen Henri Leconte und Yannick Noah verloren. Sein erstes Endspiel bei einem Grand Slam bestritt Pavel Složil bereits 1978, ebenfalls in Roland Garros. In der Mixed-Konkurrenz profitierten er und seine Partnerin Renáta Tomanová von der verletzungsbedingten Aufgabe ihrer Konkurrenten Virginia Ruzici und Patrice Dominguez beim Stand von 7:6 für Pavel Složil und Tomanová.
Zwischen 1978 und 1986 bestritt Pavel Složil insgesamt elf Begegnungen für die tschechoslowakische Davis-Cup-Mannschaft. Sowohl seine Einzelbilanz mit 7:2 Siegen als auch seine Doppelbilanz mit 4:2 Siegen sind dabei positiv. Seinen größten Erfolg im Davis Cup feierte er 1980, als er gemeinsam mit Ivan Lendl, Tomáš Šmíd und Jan Kodeš den Wettbewerb gewann. Er kam dabei im Halbfinale und im Finale der Europazone gegen Frankreich und Rumänien zum Einsatz sowie im interkontinentalen Halbfinale gegen Argentinien. Im Endspiel gegen Italien stand er ebenfalls im Aufgebot, wurde aber nicht eingesetzt.
Nach seiner Spielerkarriere war Pavel Složil als Trainer aktiv. Mitte des Jahres 1986 wurde er als Trainer von Steffi Graf verpflichtet und blieb es bis 1991. In dieser Zeit gewann Graf insgesamt zehn Grand-Slam-Titel und 51 weitere Turniere. Von 1992 bis 1999 war er unter anderem Trainer von Jennifer Capriati, Anna Kurnikowa und Magdalena Maleewa. Seit 2002 arbeitet er als Tennis Director beim World Tennis Club in Naples, Florida.

## Erfolge
| Legende                    |
| Grand Slam                 |
| Saisonendveranstaltung (1) |
| ATP Masters Series         |
| Grand Prix (33)            |

| ATP-Titel nach Belag |
| Hartplatz (6)        |
| Sand (18)            |
| Rasen                |
| Teppich (10)         |

### Einzel

#### Turniersiege
| Nr. | Datum           | Turnier   | Belag         | Finalgegner      | Ergebnis |
| --- | --------------- | --------- | ------------- | ---------------- | -------- |
| 1.  | 22. März 1981   | Nancy     | Hartplatz (i) | Ilie Năstase     | 6:2, 7:5 |
| 2.  | 11. August 1985 | Kitzbühel | Sand          | Michael Westphal | 7:5, 6:2 |

#### Finalteilnahmen
| Nr. | Datum            | Turnier      | Belag         | Finalgegner      | Ergebnis      |
| --- | ---------------- | ------------ | ------------- | ---------------- | ------------- |
| 1.  | 29. Juli 1979    | Kitzbühel    | Sand          | Vitas Gerulaitis | 2:6, 2:6, 4:6 |
| 2.  | 27. Februar 1983 | Delray Beach | Sand          | Guillermo Vilas  | 1:6, 4:6, 0:6 |
| 3.  | 28. Oktober 1984 | Wien         | Hartplatz (i) | Tim Wilkison     | 1:6, 1:6, 2:6 |

### Doppel

#### Turniersiege
| Nr. | Datum              | Turnier           | Belag         | Partner           | Finalgegner                       | Ergebnis                |
| --- | ------------------ | ----------------- | ------------- | ----------------- | --------------------------------- | ----------------------- |
| 1.  | 17. Mai 1981       | Florenz           | Sand          | Raúl Ramírez      | Paolo Bertolucci Adriano Panatta  | 6:1, 6:4                |
| 2.  | 19. Juli 1981      | Boston            | Sand          | Raúl Ramírez      | Hans Gildemeister Andrés Gómez    | 6:4, 7:6                |
| 3.  | 28. Februar 1982   | Genua             | Teppich (i)   | Tomáš Šmíd        | Mike Cahill Buster Mottram        | 6:7, 7:5, 6:3           |
| 4.  | 14. März 1982      | Brüssel           | Teppich (i)   | Sherwood Stewart  | Tracy Delatte Chris Dunk          | 6:4, 6:7, 7:5           |
| 5.  | 2. Mai 1982        | Madrid (1)        | Sand          | Tomáš Šmíd        | Heinz Günthardt Balázs Taróczy    | 6:1, 3:6, 9:7           |
| 6.  | 16. Mai 1982       | Hamburg           | Sand          | Tomáš Šmíd        | Anders Järryd Hans Simonsson      | 6:4, 6:3                |
| 7.  | 26. September 1982 | Genf              | Sand          | Tomáš Šmíd        | Carl Limberger Mike Myburg        | 6:4, 6:0                |
| 8.  | 24. Oktober 1982   | Wien              | Hartplatz (i) | Henri Leconte     | Mark Dickson Terry Moor           | 6:1, 7:6                |
| 9.  | 21. November 1982  | Dortmund          | Teppich (i)   | Tomáš Šmíd        | Mike Cahill Francisco González    | 6:2, 6:7, 6:1           |
| 10. | 12. Dezember 1982  | Toulouse (1)      | Hartplatz (i) | Tomáš Šmíd        | Jean-Louis Haillet Yannick Noah   | 6:4, 6:4                |
| 11. | 13. Februar 1983   | Richmond          | Teppich (i)   | Tomáš Šmíd        | Fritz Buehning Brian Teacher      | 6:2, 6:4                |
| 12. | 27. Februar 1983   | Delray Beach      | Sand          | Tomáš Šmíd        | Anand Amritraj Johan Kriek        | 7:6, 6:4                |
| 13. | 27. März 1983      | Mailand (1)       | Teppich (i)   | Tomáš Šmíd        | Fritz Buehning Peter Fleming      | 6:2, 5:7, 6:4           |
| 14. | 1. Mai 1983        | Madrid(2)         | Sand          | Heinz Günthardt   | Markus Günthardt Zoltán Kuhárszky | 6:3, 6:3                |
| 15. | 22. Mai 1983       | München           | Sand          | Chris Lewis       | Anders Järryd Tomáš Šmíd          | 6:4, 6:2                |
| 16. | 10. Juli 1983      | Gstaad            | Sand          | Tomáš Šmíd        | Colin Dowdeswell Wojciech Fibak   | 6:7, 6:4, 6:2           |
| 17. | 24. Juli 1983      | Kitzbühel         | Sand          | Wojciech Fibak    | Colin Dowdeswell Zoltán Kuhárszky | 7:5, 6:2                |
| 18. | 10. Oktober 1983   | Basel (1)         | Hartplatz (i) | Tomáš Šmíd        | Stefan Edberg Florin Segărceanu   | 6:1, 3:6, 7:6           |
| 19. | 27. November 1983  | Toulouse (2)      | Hartplatz (i) | Heinz Günthardt   | Bernard Mitton Butch Walts        | 5:7, 7:5, 6:4           |
| 20. | 15. Januar 1984    | World Doubles WCT | Teppich (i)   | Tomáš Šmíd        | Anders Järryd Hans Simonsson      | 1:6, 6:3, 3:6, 6:4, 6:3 |
| 21. | 25. März 1984      | Mailand (2)       | Teppich (i)   | Tomáš Šmíd        | Kevin Curren Steve Denton         | 6:4, 6:3                |
| 22. | 29. Juli 1984      | Washington        | Sand          | Ferdi Taygan      | Drew Gitlin Blaine Willenborg     | 7:6, 6:1                |
| 23. | 23. September 1984 | Bordeaux          | Sand          | Blaine Willenborg | Loïc Courteau Guy Forget          | 6:1, 6:4                |
| 24. | 7. Oktober 1984    | Barcelona         | Sand          | Tomáš Šmíd        | Martín Jaite Víctor Pecci         | 6:2, 6:0                |
| 25. | 14. Oktober 1984   | Basel (2)         | Hartplatz (i) | Tomáš Šmíd        | Stefan Edberg Tim Wilkison        | 7:6, 6:2                |
| 26. | 18. November 1984  | Treviso           | Teppich (i)   | Tim Wilkison      | Jan Gunnarsson Sherwood Stewart   | 6:2, 6:3                |
| 27. | 3. Februar 1985    | Memphis           | Teppich (i)   | Tomáš Šmíd        | Kevin Curren Steve Denton         | 1:6, 6:3, 6:4           |
| 28. | 24. März 1985      | Rotterdam         | Teppich (i)   | Tomáš Šmíd        | Vitas Gerulaitis Paul McNamee     | 6:4, 6:4                |
| 29. | 7. April 1985      | Monte Carlo       | Sand          | Tomáš Šmíd        | Shlomo Glickstein Shahar Perkiss  | 6:2, 6:3                |
| 30. | 14. April 1985     | Nizza (1)         | Sand          | Claudio Panatta   | Loïc Courteau Guy Forget          | 3:6, 6:3, 8:6           |
| 31. | 20. April 1986     | Nizza (2)         | Sand          | Jakob Hlasek      | Gary Donnelly Colin Dowdeswell    | 6:3, 4:6, 11:9          |
| 32. | 17. August 1986    | San Vincenzo      | Sand          | Libor Pimek       | Bud Cox Michael Fancutt           | 6:3, 6:3                |

#### Finalteilnahmen
| Nr. | Datum              | Turnier       | Belag         | Partner          | Finalgegner                              | Ergebnis                |
| --- | ------------------ | ------------- | ------------- | ---------------- | ---------------------------------------- | ----------------------- |
| 1.  | 30. Juli 1978      | Kitzbühel (1) | Sand          | Pavel Huťka      | Mike Fishbach Chris Lewis                | 7:6, 4:6, 3:6           |
| 2.  | 8. Oktober 1978    | Madrid        | Sand          | Tomáš Šmíd       | Wojciech Fibak Jan Kodeš                 | 7:6, 1:6, 2:6           |
| 3.  | 8. April 1979      | Nizza (1)     | Sand          | Tomáš Šmíd       | Paul McNamee Peter McNamara              | 1:6, 6:3, 2:6           |
| 4.  | 20. Mai 1979       | Florenz       | Sand          | Ivan Lendl       | Paolo Bertolucci Adriano Panatta         | 4:6, 3:6                |
| 5.  | 22. Juli 1979      | Stuttgart (1) | Sand          | Wojciech Fibak   | Colin Dowdeswell Frew McMillan           | 4:6, 2:6, 6:2, 4:6      |
| 6.  | 26. August 1979    | Boston        | Sand          | Heinz Günthardt  | Syd Ball Kim Warwick                     | 6:4, 4:6, 4:6           |
| 7.  | 4. November 1979   | Köln          | Hartplatz (i) | Heinz Günthardt  | Gene Mayer Stan Smith                    | 3:6, 4:6                |
| 8.  | 22. Juni 1980      | Wien          | Sand          | Tomáš Šmíd       | Gianni Ocleppo Christophe Roger-Vasselin | kampflos                |
| 9.  | 12. Oktober 1980   | Barcelona     | Sand          | Balázs Taróczy   | Steve Denton Ivan Lendl                  | 2:6, 7:6, 3:6           |
| 10. | 26. Oktober 1980   | Wien          | Hartplatz (i) | Heinz Günthardt  | Stan Smith Bob Lutz                      | 1:6, 2:6                |
| 11. | 5. April 1981      | Linz          | Hartplatz (i) | Brad Drewett     | Anders Järryd Hans Simonsson             | 4:6, 6:7                |
| 12. | 12. April 1981     | Nizza (2)     | Sand          | Chris Lewis      | Yannick Noah Pascal Portes               | 6:4, 3:6, 4:6           |
| 13. | 19. April 1981     | Monte Carlo   | Sand          | Tomáš Šmíd       | Heinz Günthardt Balázs Taróczy           | 3:6, 3:6                |
| 14. | 26. Juli 1981      | Washington    | Sand          | Ferdi Taygan     | Raúl Ramírez Van Winitsky                | 7:5, 6:7, 6:7           |
| 15. | 2. August 1981     | North Conway  | Sand          | Ferdi Taygan     | Heinz Günthardt Peter McNamara           | 5:7, 4:6                |
| 16. | 27. September 1981 | Genf          | Sand          | Tomáš Šmíd       | Heinz Günthardt Balázs Taróczy           | 4:6, 6:3, 2:6           |
| 17. | 18. Oktober 1981   | Basel (1)     | Hartplatz (i) | Markus Günthardt | José Luis Clerc Ilie Năstase             | 6:7, 7:6, 6:7           |
| 18. | 25. Juli 1982      | Kitzbühel (2) | Sand          | Rod Frawley      | Mark Edmondson Kim Warwick               | 6:4, 4:6, 3:6           |
| 19. | 1. August 1982     | Cap d’Agde    | Hartplatz     | Tomáš Šmíd       | Andy Andrews Drew Gitlin                 | 2:6, 4:6                |
| 20. | 17. Oktober 1982   | Basel (2)     | Hartplatz (i) | Fritz Buehning   | Henri Leconte Yannick Noah               | 2:6, 2:6                |
| 21. | 20. März 1983      | Rotterdam     | Hartplatz (i) | Peter Fleming    | Fritz Buehning Tom Gullikson             | 6:7, 6:4, 6:7           |
| 22. | 10. April 1983     | Lissabon      | Sand          | Ferdi Taygan     | Carlos Kirmayr Cássio Motta              | 5:7, 4:6                |
| 23. | 17. Juli 1983      | Stuttgart (2) | Sand          | Tomáš Šmíd       | Anand Amritraj Mike Bauer                | 6:4, 3:6, 2:6           |
| 24. | 15. Januar 1984    | Masters       | Teppich (i)   | Tomáš Šmíd       | Peter Fleming John McEnroe               | 2:6, 2:6                |
| 25. | 10. Juni 1984      | French Open   | Sand          | Tomáš Šmíd       | Henri Leconte Yannick Noah               | 4:6, 6:2, 6:3, 3:6, 2:6 |
| 26. | 11. November 1984  | Wembley       | Teppich (i)   | Tomáš Šmíd       | Andrés Gómez Ivan Lendl                  | 2:6, 2:6                |
| 27. | 25. November 1984  | Toulouse (1)  | Hartplatz (i) | Tim Wilkison     | Jan Gunnarsson Michael Mortensen         | 4:6, 2:6                |
| 28. | 28. Juli 1985      | Indianapolis  | Sand          | Kim Warwick      | Ken Flach Robert Seguso                  | 4:6, 4:6                |
| 29. | 13. Oktober 1985   | Toulouse (2)  | Hartplatz (i) | Tomáš Šmíd       | Ricardo Acuña Jakob Hlasek               | 4:6, 2:6                |
| 30. | 12. Oktober 1986   | Toulouse (3)  | Hartplatz (i) | Jakob Hlasek     | Miloslav Mečíř Tomáš Šmíd                | 2:6, 6:3, 4:6           |

### Mixed

#### Turniersiege
| Nr. | Datum         | Turnier     | Belag | Partnerin       | Finalgegner                       | Ergebnis     |
| --- | ------------- | ----------- | ----- | --------------- | --------------------------------- | ------------ |
| 1.  | 11. Juni 1978 | French Open | Sand  | Renáta Tomanová | Virginia Ruzici Patrice Dominguez | 7:6, Aufgabe |